# HMS Triumph (N18)
«Траємф» (N18) (англ. HMS Triumph (N18) — військовий корабель, підводний човен 1-ї серії типу «T» Королівського військово-морського флоту Великої Британії часів Другої світової війни.

## Історія створення
Підводний човен «Triumph» був закладений 19 березня 1937 року на верфі компанії Vickers-Armstrongs у Барроу-ін-Фернесі. 16 лютого 1938 року він був спущений на воду, а 2 травня 1939 року увійшов до складу Королівських ВМС Великої Британії. 

## Історія служби
Субмарина брала активну участь у бойових діях на морі в Другій світовій війні.
26 грудня 1939 року «Triumph» дивом уцілів після підриву на німецькій морській міні у Північному морі. Носова частина була відірвана повністю, але навдивовижу задні кришки торпедних апаратів витримали і торпеди не вибухнули від удару. Прикриваючись винищувачами Королівських ПС, підводний човен «дошкандибав» до Чатемської корабельні, де на тривалий строк встав на ремонт.
27 червня 1941 року британський підводний човен потопив італійську субмарину «Залпа» типу «Арго».
25 серпня 1941 року «Triumph» торпедував італійський важкий крейсер «Больцано», який брав участь у супроводі конвою. Пошкодження виявились серйозними — торпеда влучила у кормову частину, і корабель повністю втратив хід. З великими труднощами італійський крейсер був відбуксований у Мессіну для ремонту.
«Triumph» також використовувався для прихованих спеціальних операцій, таких як висадка десанту в окупованих Німеччиною районах. Його планували використати в інтересах командос No. 2 Commando в операції «Колоссус», але це довелося скасувати, коли місце висадки стало неможливим.
У грудні 1941 року він здійснив одну таку місію, в якій успішно висадив агентів у Греції. «Triumph» загинув трохи більше ніж через тиждень, біля берегів Греції, ймовірно, внаслідок зіткнення з міною на початку січня 1942 року. Усі 59 членів екіпажу загинули.

## Дослідження місця загибелі
В червні 2023 року, згідно повідомлення в Live Science, грецькому дайверу Костасу Токтарідесу та його команді вдалося виявити уламки субмарини «Triumph» (HMS Triumph) в Егейському морі за десять кілометрів від мису Суніон. Ветеран грецького дайвінгу оголосив, що він знайшов уламки HMS «Triumph» після пошуків, які тривали понад 20 років. 
За словами дослідників, вони виявили контури субмарини, а також закриті люки та прибраний перископ. Експерти зазначають, що носову частину суттєво пошкодив вибух. Стверджується, що HMS «Triumph» потопив саме він, але відомостей про причину вибуху наразі немає. Також на даний час невідомо, вибух був зовнішнім чи внутрішнім.